# 迪維濟亞
45°56′31″N 29°57′55″E / 45.94194°N 29.96528°E

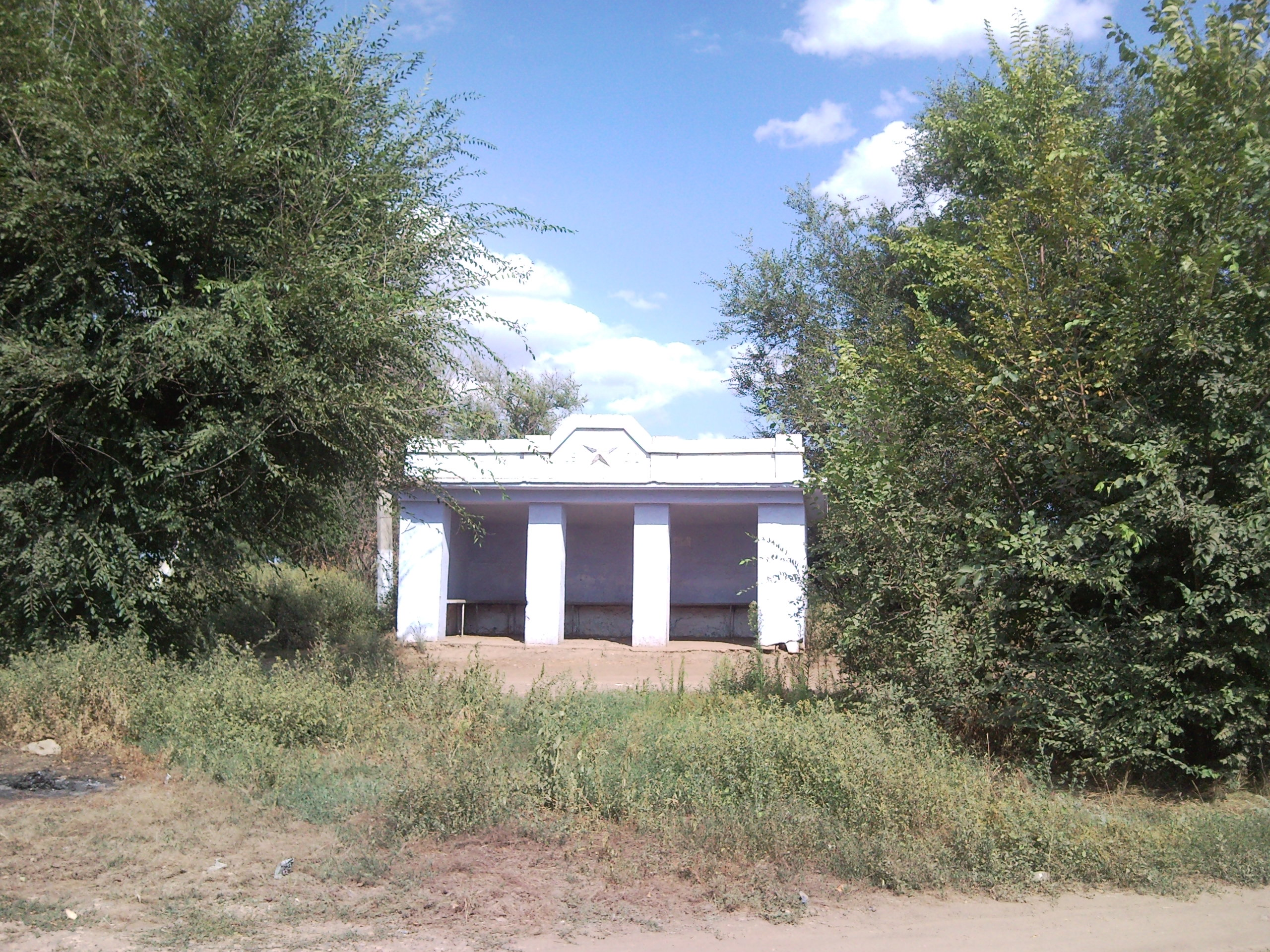

迪維濟亞（羅馬化：Dyviziia）是位於烏克蘭西南部敖德萨州比爾霍羅德-德涅斯特羅夫斯基區迪維濟亞市鎮的村莊，並為該市鎮的行政中心。該村處於哈德日傑爾河畔，始建於1818年，面積3.28平方公里，海拔高度9米，2001年人口2,078。